# Zákon o Sbírce zákonů a o Sbírce mezinárodních smluv
Zákon o Sbírce zákonů a o Sbírce mezinárodních smluv byl přijat Parlamentem České republiky 11. listopadu 1999 a vyhlášen ve Sbírce zákonů pod číslem 309/1999 Sb. Zákon upravoval vyhlašování zákonů a právních předpisů ve Sbírce zákonů a vyhlašování mezinárodních smluv ve Sbírce mezinárodních smluv. Zákon zrušil přechozí zákon o Sbírce zákonů České republiky (č. 545/1992 Sb.). 

## Obsah
Zákon obsahoval 16 paragrafů. V § 1 stanovil vyhlašování zákonů, nařízení vlády a vyhlášek. V § 2 stanovil další právní akty vyhlašované ve Sbírce zákonů například nálezy Ústavního soudu. § 3 upravoval nabytí platnosti a účinnosti vyhlašovaných právních předpisů. § 5 až § 7 upravovaly Sbírku mezinárodních smluv. 

## Derogace
Zákon o Sbírce zákonů a o Sbírce mezinárodních smluv byl zrušen zákonem o Sbírce zákonů a mezinárodních smluv.